# Ratanouilles
Pour plus de détails, voir Fiche technique et Distribution.
Ratanouilles (en anglais Ratatoing) est un film d'animation brésilien de Vídeo Brinquedo sorti en 2007. C'est un mockbuster du film américain Ratatouille de Pixar, qui change l'histoire de la souris cuisinière française à un propriétaire de la souris d'un restaurant à Lapa, à Rio de Janeiro.

## Synopsis
Marcell Nouilles (Marcell Toing en VA) est un rat, mais est aussi le chef le plus talentueux de Rio de Janeiro. C'est le propriétaire du restaurant « Ratanouille » avec ses trois "collègues", Carole, Greg et Octave, tous trois également des rats. Marcell, Carole et Greg sont chargés de voler des ingrédients dans les cuisines de restaurants humains pour les utiliser dans leurs plats. Cependant, les concurrents du restaurant de Marcell cherchent désespérément à découvrir le secret derrière la qualité de ses plats, risquant par la même occasion de mettre la clé sous la porte.

## Personnages
Marcell Nouilles : le chef du restaurant Ratanouille connu pour ses plats exquis.
Carole et Greg : deux rats qui s'occupent du service, ils viennent aussi en aide à Marcell pour chercher des provisions.
Octave : un employé de Marcell Nouilles qui est censé s'occuper de la fermeture du restaurant.
Les concurrents : il y a Oscar, c'est un rat à lunettes qui souhaitent Marie-Élise, Sylvette, le Rat à moustache et lui détruire le restaurant de Marcell Nouilles. (Marie-Élise est une ratte aux cheveux bouclés et Sylvette a un collier et un calepin).
Charles-Édouard : c'est un chat domestique qui veille à que aucun rat ne viennent dans le restaurant humain.
Armand et Léonardine : c'est un couple de personnes âgée venant de loin qui viennent souvent au Ratanouille.

## Fiche technique
Sauf indication contraire, les informations mentionnées dans cette section peuvent être confirmées par la base de données cinématographiques IMDb,  présente dans la section « Liens externes ».
- Titre francophone : Ratanouilles
- Titre original : Ratatoing
- Réalisation : Michelle Gabriel
- Scénario : Marcos Hirsh
- Montage : Chad Nigeringston et Paulo F. Rebouças
- Direction artistique : Sean Axe et Chad Nigeringston
- Production : Mauricio Milani
- Sociétés de production : Vídeo Brinquedo
- Pays de production :  Brésil
- Langue originale : anglais
- Format : couleur — 4:3 — son stéréo
- Genre : aventure et animation
- Durée : 44 minutes
- Date de sortie : 2007 (DVD)